# Erich Lüdke
Erich Lüdke (20. oktober 1882 i Naumburg an der Saale, Preussen – 13. februar 1946 i Rusland) var en tysk general, som var øverstkommanderende for de tyske styrker i Danmark fra 1. juni 1940 til 29. september 1942.

## Karriere
Erich Lüdke indtrådte år 1900 som fanejunker i det 3. Thüringske Infanteri Regiment nr. 71. I januar 1902 blev han udnævnt til løjtnant og i marts 1910 til overløjtnant. I foråret 1914 blev han forsat til Den store Generalstab i Berlin. Ved udbruddet af 1. Verdenskrig blev han udnævnt til kaptajn og kom tilbage til sit gamle regiment som kompagnichef. Fra 1915 gjorde han tjeneste i forskellige stabsfunktioner. I løbet af krigen modtog han Jernkorsets to grader samt ridderkorset af den Hohenzollernske Husorden.
Efter 1. Verdenskrig overgik Lüdke til det foreløbige rigsværn og fra 1922 til det egentlige Rigsværn (Reichswehr). Her havde han skiftende geled- og stabstjeneste og opnåede efterhånden grad af generalmajor. Ved oprettelsen af Værnemagten (Wehrmacht) i 1935 blev han forfremmet til generalløjtnant og blev chef for 9. Infanteri Division.

## Øverstbefalende i Danmark
Ved udbruddet af 2. Verdenskrig var Lüdke chef for X (10.) Armékorps og samtidig øverstkommanderende for Wehrkreis X i Hamburg. Den 1. juni 1940 overtog han funktionen som øverstkommanderende for de tyske styrker i det besatte Danmark efter general Leonard Kaupisch. Pr. 1. december 1940 blev han udnævnt til general af infanteriet. Lüdkes tid i Danmark blev forholdsvis fredelig. Først hen i mod slutningen af perioden begyndte modstandsbevægelsen at gøre sig gældende. Lüdke fastholdt et skarpt skel mellem det militære og det politiske aspekt af besættelsen. 

## Senere skæbne
Ved udgangen af september 1942 blev Erich Lüdke forsat til hærens føringsreserve. I forbindelse med Telegramkrisen ønskede Hitler en hårdere linje gennemført i Danmark og hertil fandtes Lüdke ikke egnet. Han blev afløst af general Hermann von Hanneken. 
Med udgangen af januar 1944 blev Lüdke afskediget fra aktiv tjeneste. Til trods herfor, og selv om han aldrig havde gjort tjeneste på østfronten, kom han efter krigen i russisk krigsfangenskab. Han døde i en sovjetisk krigsfangelejr i byen Torgau i Sachsen i februar 1946.